# An Ancient Muse
An Ancient Muse è un album della cantante canadese Loreena McKennitt, pubblicato nel dicembre 2006. Questo è il settimo disco inciso dall'artista, la cui discografia conta 14 milioni di copie vendute. L'uscita del disco vede il ritorno in scena di Loreena, dopo una pausa durata ben nove anni dall'ultimo long playing.
An Ancient Muse racconta l'avvenuto nella Grecia di Omero attraverso la triste e commovente Penelope's Song, per poi visitare la Turchia ottomana, e ritrovarsi in tempo di Crociate nell'antica Inghilterra.

In molti brani si può ritrovare sonorità di ispirazione araba e mediorientale, in modo più accentuato e maturo rispetto all'album precedente. I brani sono stati scritti per la maggior parte durante una serie di viaggi che l'artista canadese ha intrapreso tra il 2000 e il 2005, in Grecia in modo particolare.
Alcuni brani di quest'album sono stati presentati in anteprima, rispetto all'uscita del disco, nei concerti di Granada (Spagna), nel fantastico scenario dell'Alhambra, nelle date 14, 15 e 16 settembre 2006. La scelta del luogo come scenario dei concerti non è casuale: l'Alhambra infatti è stato luogo di incontro di culture differenti.
La pubblicazione dell'album è stata seguita da una tournée (nel 2007), durante la quale è stato registrato un documentario, A Moveable Musical Feast (pubblicato nel 2008).

## Tracce
1. Incantation – 2:35
2. The Gates of Istanbul – 6:59
3. Caravanserai – 7:36
4. The English Ladye and the Knight – 6:49
5. Kecharitomene – 6:34
6. Penelope's Song – 4:21
7. Sacred Shabbat – 3:59
8. Beneath A Phrygian Sky – 9:32
9. Never-ending Road (Amhrán Duit) – 5:54

Il testo di The English Ladye and the Knight è del poeta scozzese Walter Scott.

## Tracce bonus
1. Raglan Road – 6:12 (inedito presente solo sul bonus disc acquistabile presso Barnes & Noble)
2. Beneath a Phrygian Sky (Gordian Version) – 9:25 (iTunes Store remix)

## Piazzamenti in Classifica
| Paese             | Posizione |
| ----------------- | --------- |
| Austria           | 59        |
| Canada            | 9         |
| Danimarca         | 25        |
| Francia           | 41        |
| Germania          | 15        |
| Italia            | 21        |
| Paesi Bassi       | 11        |
| Spagna            | 26        |
| Svizzera          | 45        |
| Billboard Top 200 | 83        |

## Andamento nella Classifica degli Album Italiana
| Posizione | 95     | 46     | 76     | 66     | 64     | -      | 53     | 71     | 39     | 23     | 25     | 42     | 26     | 32     | 28     | 39     | 31     | 49     | 61     | 41     | 100    | 64     |
| Fonti     | [ 11 ] | [ 12 ] | [ 13 ] | [ 14 ] | [ 15 ] | [ 16 ] | [ 17 ] | [ 18 ] | [ 19 ] | [ 20 ] | [ 21 ] | [ 22 ] | [ 23 ] | [ 24 ] | [ 25 ] | [ 26 ] | [ 27 ] | [ 28 ] | [ 29 ] | [ 30 ] | [ 31 ] | [ 32 ] |